# Bibi et Geneviève
B!bi et Geneviève est une série télévisée jeunesse québécoise en 650 épisodes de 15 minutes diffusée entre le 1er septembre 1988 et 1992 (ou 1993 selon les sources) sur Canal Famille et rediffusée sur TFO, puis à partir du 12 septembre 1994 sur le réseau TQS (de nouveau à l'hiver 1999) et à partir du 4 septembre 1995 sur le réseau TVA, jusqu'au début des années 2000.
En France, la série a été diffusée à partir de 1992 sur Canal J.

## Synopsis
La série relatait les aventures d'un extraterrestre aux cheveux verts, BIBI Z99944X (une marionnette) et son amie Geneviève. Bibi venait de la planète XY1000Z. Il faisait un stage d'études et était venu pour étudier la Terre. Il ne devait pas se faire voir des terriens, mis à part de son hôtesse, Geneviève. Il demeurait chez elle, et son vaisseau spatial était dans l'atelier de Geneviève. Il pouvait le faire disparaître grâce à ses pouvoirs spéciaux. Il avait une mémoire extraordinaire qu'il appelait d'ailleurs Mémoire tnahpele… (éléphant inversé). Il est devenu ami avec le locataire de Geneviève, Julien, et avec la mère de Geneviève, Thérèse. Il est devenu ami avec Rose, une personne âgée aveugle, qui est décédée lors d'une émission. Bibi était très triste. Il a fait un voyage au Japon et y a rencontré son ami venant de XY1000Z, WIWI (prononcer les lettres W I W I). Geneviève quant à elle, était dessinatrice. Elle a d'ailleurs écrit un livre au fil des émissions.

## Distribution
- Sophie Dansereau : Geneviève
- Michel Ledoux : Bibi (voix et marionnette)
- Nicolas Canuel : Julien, locataire de Geneviève
- Yolande Roy : Thérèse, mère de Geneviève
- Michel P. Ranger : WIWI
- Luc Guérin : Monsieur <Vite Vite> Villeneuve

## Fiche technique
- Scénario : Sylvie Bernard, Louise Bombardier, Danielle Dansereau, Normand Mongeon, André Poulin, François Renaud, Francine Tougas[6]
- Réalisation : Thomas Cadieux, Jean-Pierre Maher, Johanne Loranger (1993), Claude C. Blanchard (Bloc concours)
- Direction artistique : Gilbert Lachance et Nathalie Coupal

## Épisodes
Chacune des cinq saisons contient 130 épisodes.
Lors de sa diffusion au Canal Famille dans une case de 30 minutes sans publicités, un épisode contenait un segment scripté d'environ 15 minutes, suivi d'un épisode de série d'animation, notamment la série japonaise Boumbo, puis d'une capsule concours de dessins Bibi, Geneviève et vous…, qui a été actualisé lors de rediffusions.

## Personnages

### Bibi
Pour les articles homonymes, voir Bibi.
Bibi (de son nom complet Bibi Z99944X) est un extraterrestre aux cheveux verts représenté sous la forme d'une marionnette à gaine.
Venant de la planète XY 1000 Z, il atterrit par erreur avec son vaisseau spatial dans le bureau de Geneviève sur la Terre. Il disait qu'il avait 12 000 ans.
Il avait une mémoire qu'il appelait mémoire tnahpélé (le mot "éléphant" à l'envers). Il disait également être né dans un cocon appelé le namam ("maman" à l'envers).
Il pouvait devenir invisible en appuyant sur le bout de son nez. Il appelait ça se transformer "en invisible". Il pouvait même rendre les autres personnes ou objets invisibles. Il pouvait imiter la voix des autres personnages à la perfection.
Le personnage de Bibi a été conçu par Serge Chapleau.

## Produits dérivés
- B.B. and Jennifer, version anglophone diffusée en 1990 sur YTV.
- Bibi et ses amis dès le 19 février 1996 sur TV5 Québec Canada.
- B!Bi et Zoé diffusée en 1998 sur TFO.

- Une série de livres dérivés[7] de la série télé a été publiée par les Éditions B!bi et Geneviève Inc. en collaboration avec les Publications Charleroi vers 1993. La série a comporté au moins 12 albums de 24 pages.
- Le DVD de la saison 1 a été produit par Filmoption International vers 2008[8].